# کومسومول (شهرستان سالاواتسکی، باشقیرستان)
کومسومول (انگلیسی: Komsomol, Salavatsky District, Republic of Bashkortostan) یک شهرک در شهرستان سالاواتسکی استان باشقیرستان کشور روسیه است.